# Французское вторжение в Корею (1866)
Французское вторжение в Корею (фр. Expédition française en Corée; кор. 병인양요?, 丙寅洋擾? бёнинянё — «западное вмешательство года Бёнин») — карательная экспедиция, осуществлённая Второй империей против корейского государства Чосон в октябре-ноябре 1866.

## Предыстория
В середине XIX века в Чосоне действовали французские миссионеры, которые открывали школы, создали собственную типографию, бесплатно распространяли среди населения религиозную литературу. К 1863 году, по неполным данным, в стране насчитывалось уже 20 тысяч корейцев-христиан. Чтобы пресечь распространение католицизма, корейское правительство пошло на жестокие меры: в январе 1866 года были казнены девять французских миссионеров и десять тысяч корейцев, принявших христианство. Это послужило предлогом для отправки в Корею французской эскадры.

## Ход событий
Эскадра отплыла из китайского порта Чифу, и 16 октября высадила десант, который начал штурм острова Канхвадо, где размещалась летняя резиденция корейских ванов, хранились национальные архивы и библиотека. Захватив остров, французы вывезли уникальные ценности, серебро, золотые слитки.
С острова Канхвадо французы начали готовить поход на Сеул. Тем временем корейское правительство объявило всеобщую мобилизацию. В стране стали стихийно создаваться партизанские отряды из представителей различных социальных групп, направлявшиеся в Сеул. Из северных провинций прибыли охотники на тигров, славившиеся как меткие стрелки. Усилиями армии, местного населения и партизанских отрядов интервенты были наголову разбиты в районе Тхонджина и на острове, и в панике бежали на корабли. Прибывшее на помощь французам подкрепление также было разбито. Потери французов составили 3 человека убитыми и около 30 ранеными.

## Итоги и последствия
Похищенные французами на Кванхвадо древние документы были возвращены Корее лишь в 2011 году.